# Léonie Michaud
Pour les articles homonymes, voir Michaud.
Léonie Michaud, née le 31 décembre 1873 à Lyon et morte le 27 mars 1947 à Paris, est une peintre française.

## Biographie
Léonie Michaud est la fille de Léon Michaud et d'Eugénie Lucas.
Élève de Basile Lemeunier et d'Édouard Detaille, elle expose à partir de 1895.
Elle obtient une médaille de 3e classe au Salon en 1905, le 1er prix de l'Union des femmes peintres et sculpteurs en 1913 et le prix Pillini en 1937.
Elle meurt célibataire à son domicile de la rue de Belleville à l'âge de 73 ans. 
Elle est inhumée le 31 mars 1947 au cimetière du Père Lachaise.